# Artillier
Artillier (Artilier) est un terme d’ancien français (provenant des racines latines ars, artis) servant au Moyen Âge à désigner les artisans (de même racine) fabricants de tous les matériaux et équipements servant à la guerre (lances, épées, armures, machines de guerre). 
Avant le XIVe siècle et l'arrivée de la poudre à canon, les machines de guerre étaient les catapultes, balistes, trébuchets et mangonneaux. À partir du XVe siècle, les artilliers ont progressivement remplacé dans leurs productions les engins précédents par les bombardes puis les canons tout en continuant à être les fournisseurs pour tous les autres types d'équipements de guerre. Ils sont alors désignés comme "maitres d'artillerie" ou "officiers d'artillerie" - pour ces derniers, le terme officier n'est pas celui actuellement utilisé dans les armées mais vient de ce qu'il recevaient un office royal.